# Centrolene quindianum
Centrolene quindianum es una especie de anfibio anuro de la familia Centrolenidae. Se encuentra en Colombia.  